# CiteSeerX
Die CiteSeerX, vormals CiteSeer (Scientific Literature Digital Library, „Digitale Bibliothek wissenschaftlicher Literatur“), ist eine Suchmaschine und Zitationsdatenbank für frei zugängliche wissenschaftliche Informationen im Internet.
CiteSeerX umfasste 2008 über 720.000 Dokumente hauptsächlich zu den Fachbereichen Informatik und Informationswissenschaft. Viele der Publikationen können als kostenlose PDF-Dokumente heruntergeladen werden. Das Besondere an CiteSeerX ist, dass die referenzierte Literatur verlinkt ist. 
CiteSeer wurde am NEC Research Institute (Princeton, USA) entwickelt und wird heute von der Pennsylvania State University betrieben.
Zu den Aufgabenbereichen von CiteSeerX gehören:
- Lokalisierung wissenschaftlicher Artikel
- Indizierung im Volltext (HTML, PDF, Postscript)
- Indizierung von Literaturangaben (Science Citation Index)
- Finden von Duplikaten
- Analyse der Zitierung und Verlinkung wissenschaftlicher Artikel

Der Name CiteSeer ist ein Wortspiel. Ein sightseer ist ein Tourist, der sich Sehenswürdigkeiten anschaut (Sightseeing). Ein Cite-seer wäre jemand, der sich zitierte (cited) Dokumente anschaut.
Nach Angaben der Entwickler stieß CiteSeer an die Grenzen seiner Leistungsfähigkeit. Im Jahr 2010 wurde die neue Version CiteSeerX eingeführt.
Seit November 2013 wird CiteSeerX von der wissenschaftlichen Suchmaschine BASE indiziert.